# Huansu H2

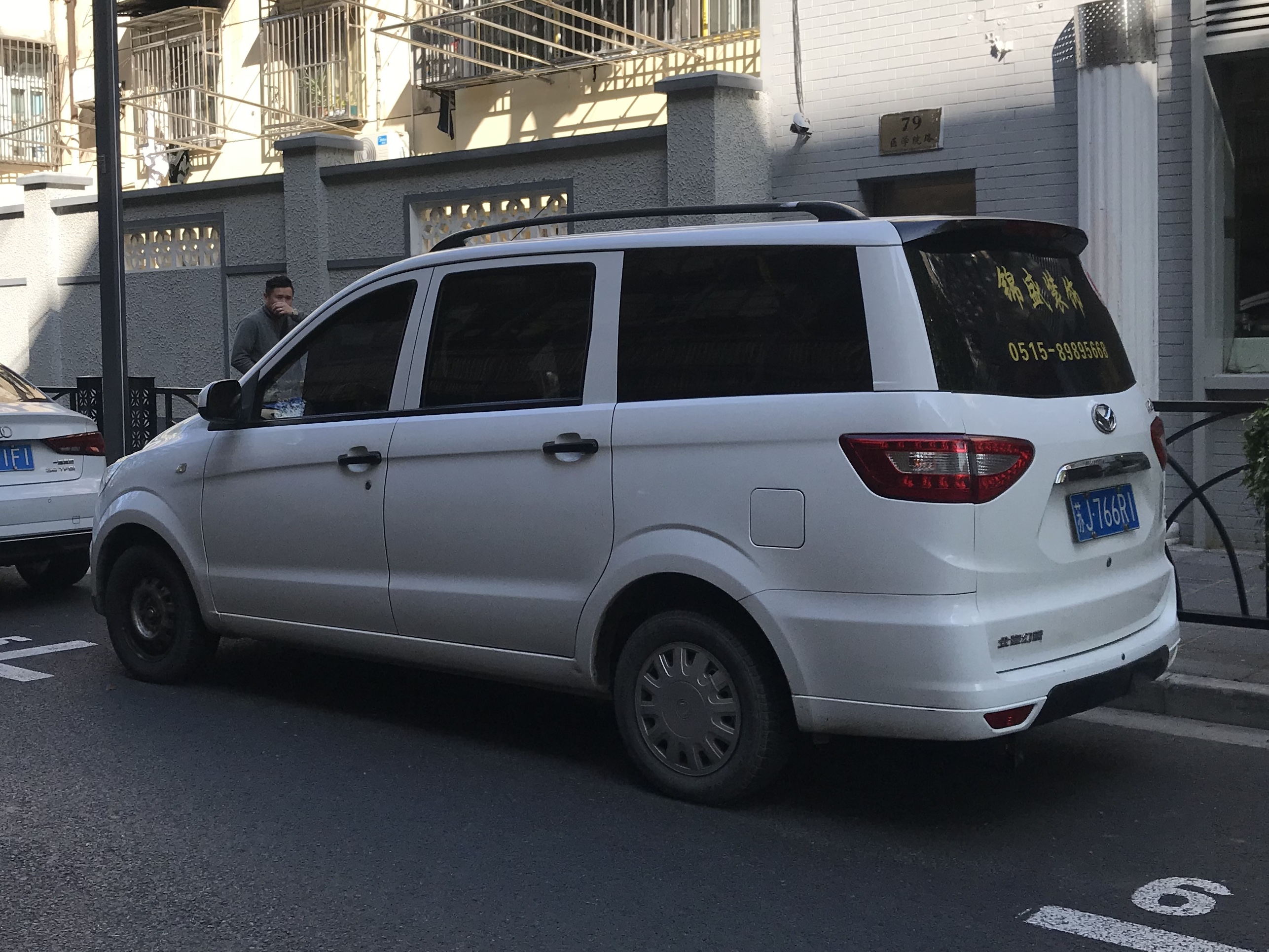
Seitenansicht

Der Huansu H2 ist ein Van der chinesischen Marke Huansu.

## Beschreibung
Die Fahrzeuge bieten Platz für wahlweise 6, 7 oder 8 Personen. Der Radstand beträgt 2810 mm. Die Fahrzeuge sind 4520 mm lang, 1720 mm breit und je nach Ausführung 1785 mm bis 1825 mm hoch. Das Leergewicht ist mit 1325 kg angegeben.
Ein Vierzylinder-Ottomotor mit Vierventiltechnik treibt die Fahrzeuge an. Er leistet je nach Ausführung 75 kW oder 78 kW aus 1500 cm³ Hubraum. Das Getriebe hat fünf Gänge. Für das Modelljahr 2015 ist davon abweichend nur ein Motor gleicher Größe mit 83 kW angegeben. Damals standen ein manuelles Fünfganggetriebe und eine Halbautomatik mit sechs Stufen zur Verfügung.

## Zulassungszahlen in China
2015 wurden 18.818 Fahrzeuge dieses Typs in China zugelassen. In den vier Folgejahren waren es 14.055, 29.285, 6.935 und 3.443. Auch für 2020 und 2021 sind Zulassungen bekannt.